# Compagnie belge d'actualités
Pour les articles homonymes, voir CBA.
Compagnie belge d'actualités, abrégé en C.B.A., est un studio d'animation belge créé par Paul Nagant en 1940 et qui ferma en 1946.

## Animateurs
- André Franquin
- Morris
- Peyo
- Eddy Paape
- Geo Salmon

## Dessin animés
- Zazou chez les Nègres
- Le Chat de la Mère Michel